# I Know Why the Caged Bird Sings
I Know Why the Caged Bird Sings é uma autobiografia que descreve a juventude e os primeiros anos da escritora e poetisa americana Maya Angelou. Lançado em 1969, este é o primeiro de uma série de sete volumes, no qual conta a história de amadurecimento em relação a força de caráter e o amor pela literatura, assim como, isso contribuiu para superar o racismo e o trauma psicológico. O livro começa quando Maya, de três anos, e seu irmão mais velho são transferidos para Stamps, no Arkansas, para morar com a avó e termina quando Maya se torna mãe aos 16 anos. No decorrer de Caged Bird, Maya se torna vítima de racismo, tendo atitudes com complexo de inferioridade de uma jovem digna e segura de si, capaz de lidar com o preconceito.
Angelou foi desafiada por seu amigo, o autor James Baldwin, e seu editor, Robert Loomis, a escrever uma autobiografia que também fosse uma peça de literatura. Os críticos costumam categorizar Caged Bird como ficção autobiográfica porque Angelou usa desenvolvimento temático e outras técnicas comuns à ficção, mas a visão crítica predominante o caracteriza como uma autobiografia, um gênero que ela tenta criticar, mudar e expandir. O livro aborda tópicos comuns às autobiografias escritas por mulheres negras americanas nos anos seguintes ao movimento dos direitos civis: uma celebração da maternidade negra; uma crítica ao racismo; a importância da família; e a busca pela independência, dignidade pessoal e autoestima.
Angelou desenvolveu sua autobiografia para explorar assuntos como identidade, estupro, racismo e literatura. Ela também abordou as novas formas das mulheres viverem diante de uma sociedade dominada por homens. Maya, a versão mais jovem de Angelou e personagem central do livro, foi chamada de "uma personagem simbólica para todas as garotas negras que crescem na América". A descrição de Angelou de ter sido estuprada aos oito anos de idade sobrecarrega o livro, embora seja apresentada brevemente no texto, Outra metáfora, a de um pássaro lutando para escapar de sua gaiola, é uma imagem central ao longo da obra, que consiste em "uma sequência de lições sobre como resistir à opressão racista". O tratamento de Angelou ao racismo fornece uma unidade temática ao livro. A literatura e o poder das palavras ajudaram a jovem Maya a lidar com seu mundo desconcertante; livros se tornam seu refúgio enquanto ela trabalha com seu trauma.
Caged Bird foi indicado para o National Book Award em 1970 e permaneceu na lista de livros mais notáveis do jornal The New York Times por dois anos. A obra tem sido utilizada em ambientes educacionais de ensino médio e em universidades a nível superior. Além disso, também foi celebrado por criar novos caminhos literários para o livro de memórias americano. No entanto, a representação gráfica do livro de estupro infantil, racismo e sexualidade fez com que o material fosse questionado ou até banido em algumas escolas e bibliotecas.

## Antecedentes

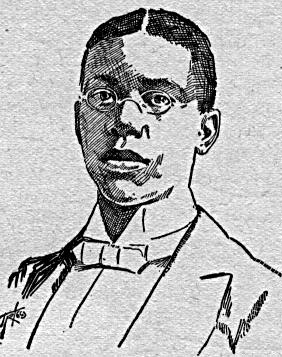
O título do livro é inspirado num poema do poeta afro-americano Paul Laurence Dunbar. O pássaro engaiolado, símbolo do escravo acorrentado, é uma imagem que Angelou usa em todos os seus textos.

Antes de escrever I Know Why the Caged Bird Sings, aos quarenta anos, Angelou teve uma longa carreira variada, ocupando cargos como compositora, cantora, atriz, defensora dos direitos civis, jornalista e educadora. No final da década de 1950, ela se juntou a organização Harlem Writers Guild, onde conheceu vários importantes autores afro-americanos, entre eles, seu amigo e mentor James Baldwin. Depois de ouvir o líder dos direitos civis Martin Luther King Jr. falar pela primeira vez em 1960, ela se inspirou para se juntar ao movimento dos direitos civis dos negros nos Estados Unidos. Ela organizou vários benefícios para ele, e ele a nomeou como Coordenadora do Norte da Conferência de Liderança Cristã do Sul. Ela trabalhou por vários anos em Gana e na África Ocidental como jornalista, atriz e educadora. Posteriormente, foi convidada pelo ativista Malcolm X a retornar para EUA com intuito de trabalhar para ele pouco antes de seu assassinato em 1965. Em 1968, King pediu que ela organizasse uma marcha, mas ele também foi assassinado em 4 de abril, curiosamente no dia de seu aniversário. Por muitos anos, Angelou respondeu ao assassinato de King sem comemorar seu aniversário, optando por se encontrar, ligar ou enviar flores para sua viúva, Coretta Scott King.
Angelou estava profundamente deprimida nos meses posteriores ao assassinato de King, então para ajudar a levantar seu ânimo, Baldwin a levou para um jantar na casa do cartunista Jules Feiffer e de sua esposa Judy no final de 1968. Os convidados começaram a contar histórias sobre suas infâncias, mas foram as histórias de Angelou que impressionaram Judy Feiffer. No dia seguinte, ela ligou para Robert Loomis na editora Random House — que se tornaria o editor de Angelou ao longo de sua longa carreira de escritora até que ele se aposentou em 2011 — quando ele disse que "deveria ter contratado essa mulher para escrever um livro". A princípio, Angelou recusou, pois só considerava uma poetisa e dramaturga. De acordo com Angelou, foi Baldwin quem deu uma "ajudinha" ao levá-la para desenvolver a autobiografia, e aconselhou Loomis a usar "um pouco de psicologia reversa", afirmando que Loomis desdenhou dela: "É tão bem", disse ele, "porque escrever uma autobiografia como literatura é quase impossível". Angelou foi incapaz de resistir a um desafio e começou a escrever Caged Bird. Depois de "se esconder" em Londres, levou dois anos para escrevê-lo. Ela compartilhou o manuscrito com sua amiga e também escritora Jessica Mitford, antes de enviá-lo para publicação.
Posteriormente, Angelou escreveu mais seis autobiografias, cobrindo uma variedade de suas experiências desde a juventude até a vida adulta. Cada um destes volumes possuem um estilo e narração diferentes, mas unificados em seus temas, cujas localidades foram abordadas do estado americano de Arkansas ao continente da África, retornando aos Estados Unidos, assim como, desde o início da Segunda Guerra Mundial até o assassinato de Martin Luther King Jr. Assim como em Caged Bird, os eventos nesses livros são episódicos e elaborados como uma série de contos, mas não seguem uma cronologia estrita. Os demais volumes autobiográficos da série são: Gather Together in My Name (1974), Singin' and Swingin' and Gettin' Merry Like Christmas (1976), The Heart of a Woman (1981), All God's Children Need Traveling Shoes (1986), A Song Flung Up to Heaven (2002) e Mom & Me & Mom (2013, aos 85 anos). Os críticos, muitas vezes, julgaram as autobiografias subsequentes de Angelou "à luz da primeira", e Caged Bird foi a obra que recebe os maiores elogios.
Começando com Caged Bird, Angelou usou o mesmo "ritual de escrita" por muitos anos. Ela se levantava às cinco da manhã e se hospedava em um quarto de hotel, onde os funcionários eram instruídos a remover quaisquer fotos das paredes. Ela escreveu em blocos amarelos deitada na cama, com uma garrafa de vinho Xerez, um baralho de cartas para jogar paciência, ler o dicionário Thesaurus de Roget e a Bíblia, indo embora no início da tarde. Ela trabalhava com um média de 10 a 12 páginas de material por dia, e de três a quatro páginas à noite. Lupton afirmou que este ritual indicava "uma firmeza de propósito e um uso inflexível do tempo". Angelou passou por esse processo para se dar tempo de transformar os acontecimentos de sua vida em arte, e se "encantar"; como ela afirmou em uma entrevista de 1989 para a emissora britânica BBC, com intuito de "reviver a agonia, a angústia, e o Sturm und Drang". Ela se colocou de volta no tempo sobre o que escreveu, mesmo diante das experiências traumáticas como seu estupro em Caged Bird, para "contar a verdade humana" sobre sua vida. A crítica Opal Moore afirma que a obra Caged Bird : "(...) embora de fácil leitura, não é uma 'leitura fácil'". Angelou alegou que jogava cartas para alcançar aquele local de encantamento, para que as suas memórias o relembrasse de forma mais eficaz. Ela declarou: "Pode levar uma hora para entrar nisso, mas uma vez que estou nele — Ah! É tão maravilhoso!" Ela não achou o processo catártico; em vez disso, ela encontrou alívio em "dizer a verdade".

### Título do livro
Na escolha de um título, Angelou recorreu a Paul Laurence Dunbar, um poeta afro-americano cujas obras ela admirava há muitos anos. Entretanto, foi a vocalista de jazz e ativista dos direitos civis, Abbey Lincoln, que sugeriu a nomenclatura. De acordo com Lyman B. Hagen, ao intitular I Know Why the Caged Bird, atraiu os leitores de Angelou para dentro do livro, isto é, ao mesmo tempo em que foi possível perder o controle da própria vida por relembrar sua história, também teve sua liberdade exposta para todos eles. Angelou creditou a Dunbar, ao lado de William Shakespeare, na formação de sua "ambição de escrita". O título do livro vem da terceira estrofe do poema de Dunbar "Sympathy":
Eu sei porque o pássaro engaiolado canta todo sofrido,
Quando sua asa está machucada e seu peito dolorido;
Quando ele bate suas barras de estresse para estar livre;
Não é uma canção de alegria que ele vive,
Mas com uma oração que ele recebe do fundo de seu coração;
E um apelo para que acima do céu ele paquera,
Por isso que o canto do pássaro engaiolado desalegra.

## Sinopse
I Know Why the Caged Bird Sings conta a vida de Marguerite (chamada "My" ou "Maya" pelo irmão) dos três aos dezessete anos de idade, e as lutas que ela enfrenta — particularmente com o racismo e a autoafirmação — no sul dos Estados Unidos. Abandonados por seus pais, Maya e seu irmão mais velho Bailey são transferidos para viver com sua avó paterna (Momma) e tio deficiente (tio Willie) em Stamps, no Arkansas. Maya e Bailey são assombrados pelo abandono de seus pais ao longo do livro — eles viajam sozinhos, são rotulados como malas, até serem aceitos na comunidade.

A comunidade de Stamps, no Arkansas, é o cenário principal de todo o livro

Muitos dos problemas que Maya encontra em sua infância faz parte do racismo explícito que sofre de seus vizinhos de pele branca e da consciência subliminar das relações raciais tecidas na sociedade. Embora sua avó paterna Momma seja relativamente rica porque ela é dona do armazém geral no coração da comunidade negra de Stamps, as crianças brancas de sua cidade incomodam a família de Maya implacavelmente. Uma dessas garotas, intituladas "powhitetrash", por exemplo, revela seus pelos pubianos para Momma em um episódio humilhante que deixa Maya, observando de longe, indignada e furiosa. No início do livro, Momma esconde o tio Willie em uma lixeira para protegê-lo dos invasores do grupo supremacista branco Ku Klux Klan, onde ele apresenta sinais de dor e desespero perto das batatas durante a noite. Maya tem que lidar com o insulto de seu nome ser alterado para Mary por um empregador racista. Em sua cerimônia de formatura da oitava série, um orador branco menospreza o público negro, sugerindo que eles têm oportunidades de trabalho limitadas. Um dentista branco se recusa a tratar o dente podre de Maya, mesmo quando Momma o recorda que ela lhe emprestou dinheiro durante a Grande Depressão. A comunidade negra de Stamps aproveita de um momento de vitória racial quando ouve no rádio a presença do lutador Joe Louis, diante de uma transmissão do campeonato de boxe, embora ainda sentem o peso da opressão racista.
Um ponto de virada no livro ocorre quando o pai de Maya e Bailey aparece inesperadamente em Stamps. Ele leva os dois filhos com ele quando parte, mas os deixa com a mãe em St. Louis, cidade de Missouri. Maya, aos oito anos de idade, foi abusada sexualmente e estuprada pelo namorado de sua mãe, Sr. Freeman. Ele é considerado culpado durante o julgamento, mas escapa da prisão e é assassinado, presumivelmente pelos tios de Maya. Ela se sente culpada e se afasta de todos, menos de seu irmão. Mesmo depois de retornar a Stamps, Maya permanece sozinha e quase muda até conhecer a Sra. Bertha Flowers, "a aristocrata de Black Stamps", que a encoraja através de livros e comunicação a recuperar sua voz e alma. Isso convence Maya a sair da sua zona de conforto.
Mais tarde, Momma decide enviar seus netos para sua mãe em São Francisco, cidade da Califórnia, para protegê-los dos perigos do racismo em Stamps. Maya frequenta a George Washington High School, e opta por estudar dança e teatro com uma bolsa de estudos na California Labor School. Antes de se formar, ela se torna a primeira condutora negra do sistema de carros de cabo em São Francisco. Ainda no ensino médio, Maya visita seu pai no sul da Califórnia em um verão, e tem algumas experiências fundamentais para seu desenvolvimento. Ela dirige um carro pela primeira vez quando deve transportar seu pai bêbado para casa de uma excursão ao México. Ela fica sem-teto por um curto período de tempo depois de uma briga com a namorada de seu pai.
Durante o último ano do ensino médio de Maya, ela se preocupa com a possibilidade de ser lésbica (o que ela confunde devido à sua inexperiência sexual com a crença de que as lésbicas também são hermafroditas). Ela finalmente inicia a relação sexual com um adolescente. Ela engravida, mas a conselho de seu irmão, ela esconde de sua família até o oitavo mês de gravidez para se formar no ensino médio. Maya dá à luz na parte final do livro.

## Estilo de escrita e gênero literário

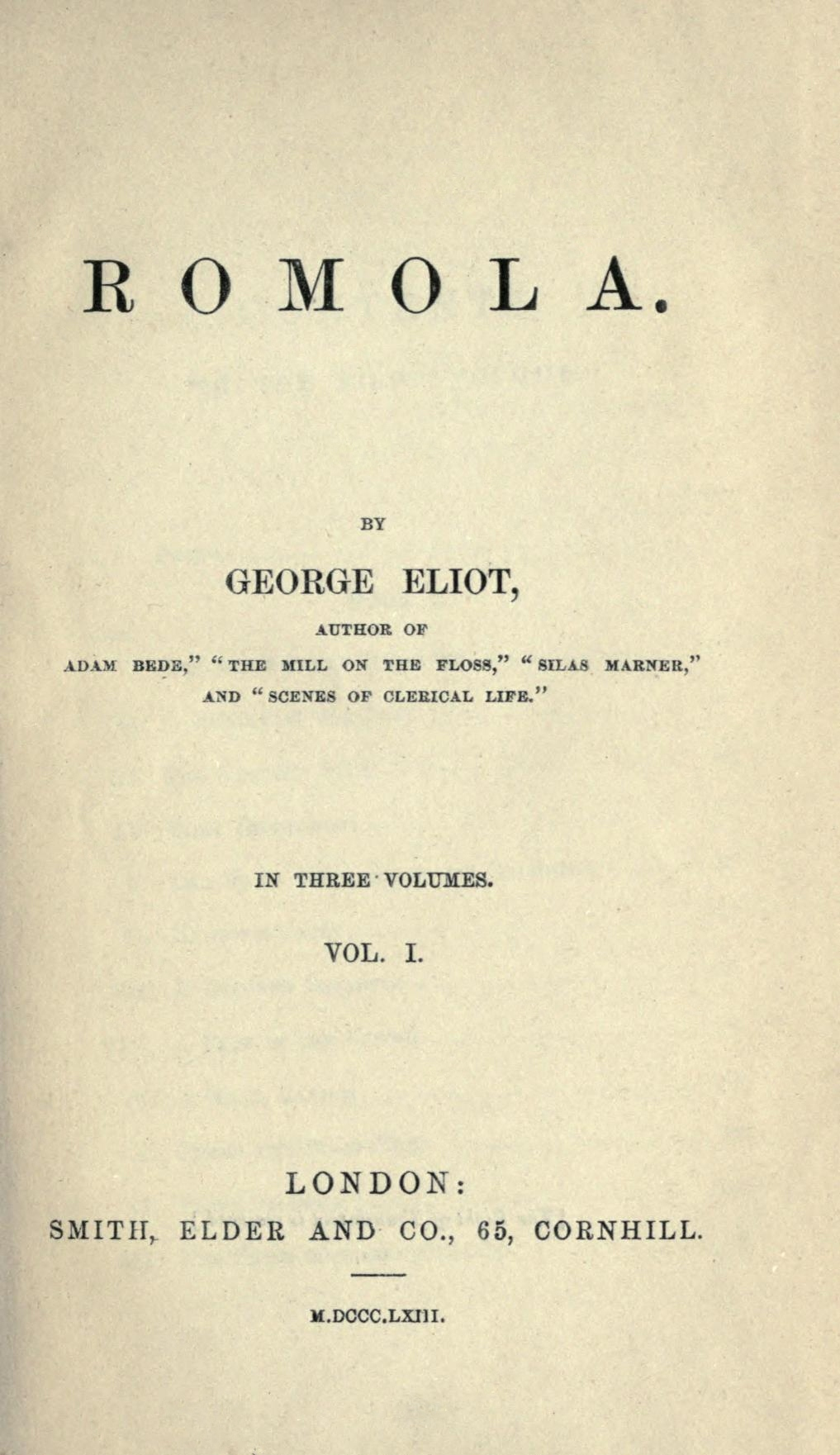
Classificado como uma autobiografia, I Know Why the Caged Bird Sings também foi chamado de Bildungsroman, como emThe Mill on the Floss, de George Eliot

As obras em prosa de Angelou, embora apresentem uma interpretação única da forma autobiográfica, podem ser inseridas na longa tradição da autobiografia afro-americana. Seu uso de técnicas de escrita de ficção, como diálogo, caracterização e desenvolvimento temático, muitas vezes levam os críticos a categorizar seus livros, entre eles I Know Why the Caged Bird Sings, como ficção autobiográfica. Outros críticos, como Lupton, insistem que os livros de Angelou devem ser categorizados como autobiografias porque estão de acordo com a estrutura padrão do gênero: são escritos por um único autor, são cronológicos e contêm elementos de caráter, técnica e tema. Em uma entrevista de 1983 com a crítica literária afro-americana Claudia Tate, Angelou chama seus livros de autobiografias.
A princípio, Angelou pretendia voltar à poesia e à dramaturgia depois de concluir Caged Bird e não escrever mais autobiografias, mas escolheu este gênero literário como principal modo de expressão por causa de seu desafio, e para que ela pudesse "mudá-lo, torná-lo maior, mais rico, mais fino e mais inclusivo no século XX". Em uma entrevista de 1989, ela afirmou: "Acho que sou a única escritora séria que escolheu a forma autobiográfica para levar meu trabalho, minha expressão". Como ela afirmou ao jornalista George Plimpton durante uma entrevista em 1990: "Autobiografia é terrivelmente sedutora; é maravilhosa". Ela também alegou a Plimpton que, como a tradição iniciada pelo ativista Frederick Douglass em narrativas escravas, ela usou a técnica literária de "falar na primeira pessoa do singular sobre a primeira pessoa do plural, ou seja, sempre dizendo 'eu' para definir 'nós'".  Como afirma a crítica Susan Gilbert, Angelou não contava apenas a história de uma pessoa, mas do coletivo como um todo. O acadêmico Selwyn R. Cudjoe concorda e vê Angelou como representante da convenção na autobiografia afro-americana como um gesto público que fala por um grupo inteiro de pessoas.
A acadêmica Joanne M. Braxton enxerga Caged Bird como "a forma autobiográfica feminina negra totalmente desenvolvida que começou a surgir nas décadas de 1940 e 1950". O livro apresenta temas comuns na autobiografia de mulheres negras americanas: a celebração da maternidade negra; uma crítica ao racismo; a importância da família; e a busca pela independência, dignidade pessoal e autoestima. Angelou apresenta seu único ponto de vista na autobiografia americana ao revelar sua história de vida através de uma narradora que é uma mulher negra do Sul, isto é, em alguns momentos, trata-se de uma criança; e, em outros, uma mãe. O escritor Hilton Als intitula Angelou como "uma das pioneiras da autoexposição", disposta a se concentrar honestamente nos aspectos mais negativos de sua personalidade e escolhas. Por exemplo, Angelou estava preocupada com as reações de seus leitores à sua revelação em sua segunda autobiografia, Gather Together in My Name, de que ela era uma prostituta. Ela seguiu em frente, de qualquer maneira, depois que seu marido Paul Du Feu a aconselhou a ser honesta sobre isso.
Angelou reconheceu que há aspectos ficcionais em seus livros e que ela tende a "divergir da noção convencional de autobiografia como verdade". A escritora discutiu seu processo de escrita com Plimpton e, quando foi questionada se mudou a verdade para melhorar sua história, ela admitiu que sim. Ela declarou: "Às vezes faço um diâmetro a partir de uma composição de três ou quatro pessoas, porque a essência em apenas uma pessoa não é suficientemente forte para ser escrita". Embora Angelou nunca tenha admitido mudar os fatos em suas histórias, ela usou desses fatos para causar impacto no leitor. Como afirma Hagen, "Pode-se supor que 'a essência dos dados' está presente no trabalho de Angelou". Hagen também acrescenta que Angelou traz a "ficção para atrair o interesse (do leitor)". Por exemplo, Angelou usa a voz narrativa em primeira pessoa habitual com autobiografias, contadas a partir da perspectiva de uma criança que é "recriada artisticamente por uma narradora adulta".
Angelou usa duas vozes distintas, a escritora adulta e a criança que é o foco do livro, a quem Angelou intitula como "personagem Maya". Angelou conta que manter a distinção entre ela e sua personagem é "muito difícil", mas "muito necessário". A acadêmica Liliane Arensberg sugere que Angelou "retalia a dor impotente da criança com a língua presa" usando a ironia como figura retórica, e a inteligência de si própria como adulta. Desta forma, Caged Bird foi chamado de Bildungsroman (história de amadurecimento); a crítica Mary Jane Lupton compara-o a outros Bildungsromans como o romance The Mill on the Floss, de George Eliot. De acordo com Lupton, os dois livros compartilham as seguintes semelhanças: ambos focam em jovens heroínas devido a força de vontade que têm nos relacionamentos sólidos com seus irmãos, uma análise do papel da literatura na vida e uma ênfase na importância da vida familiar e comunitária.

## Estrutura temática
"Durante os meses que ela passou escrevendo o livro, [Angelou] praticamente desapareceu do mundo. Ela elevou seu nível de escrita. Sua ambição era escrever um livro que honrasse a experiência negra e afirmasse o 'espírito humano'. Ela escreveu uma história de amadurecimento que se tornou um clássico moderno".

–Marcia Ann Gillespie, 2008.
Quando Angelou escreveu I Know Why the Caged Bird Sings, no final da década de 1960, uma das características necessárias e aceitas da literatura, segundo o crítico Pierre A. Walker, era a unidade temática. Um dos objetivos de Angelou era criar um livro que atendesse a esse critério, a fim de alcançar seus propósitos políticos, que eram demonstrar como resistir ao racismo na América. A estrutura do texto, que se assemelha a uma série de contos, não é cronológica, mas temática. Walker, em seu artigo de 1993 sobre Caged Bird, "Racial Protest, Identity, Words, and Form", observou a estrutura do livro e definiu como ele apoia sua manifestação ao racismo. De acordo com Walker, os críticos negligenciaram a análise de sua estrutura, optando por se concentrar apenas em suas temáticas, no qual ele sentiu a negligência quanto a natureza política do livro. Ele afirma: "Angelou e Caged Bird formam a combinação perfeita, enfatizando como a formato e o conteúdo político funcionam juntos". A estrutura do livro de Angelou apresentou uma série de lições sobre como resistir ao racismo e à opressão. O avanço que Maya percorre unifica tematicamente o livro, é algo que "está ligado com a qualidade episódica da narrativa". A maneira como Angelou constrói, organiza e gerencia suas vinhetas, muitas vezes, minou a cronologia de sua infância ao "justapor os eventos de um capítulo com os eventos dos anteriores e seguintes para que eles também se comentem".
Por exemplo, o episódio com as meninas "powhitetrash" ocorreu no capítulo 5, quando Maya tinha dez anos de idade, bem antes de Angelou relatar seu estupro no capítulo 12, que ocorreu quando Maya tinha oito anos. Walker explica que o propósito de Angelou ao colocar as vinhetas dessa forma é que ela seguiu sua estrutura temática. O editor de Angelou, Robert Loomis, concorda, afirmando que a escritora poderia reescrever qualquer um de seus livros mudando a ordem de seus fatos para causar um impacto diferente no leitor. Hagen vê a estrutura de Angelou de forma um pouco diferente, concentrando-se na jornada de Maya "para estabelecer um autoconceito que vale a pena", e afirma que ela estrutura o livro em três partes: chegada, permanência e partida, que ocorrem tanto geograficamente, quanto psicologicamente. No entanto, Hagen observa que, em vez de começar Caged Bird cronologicamente, com a chegada de Maya e Bailey em Stamps, Angelou começa o livro muito mais tarde, contando uma experiência embaraçosa na igreja, um incidente que demonstra a diminuição do senso de identidade de Maya, a insegurança e a falta de prestígio. Hagen explica que o objetivo de Angelou é demonstrar a trajetória de Maya, desde a insegurança para com seus sentimentos de valor adquiridos até se tornar mãe no final do livro.

## Temáticas abordadas

### Identidade
A mulher negra é agredida em seus primeiros anos de vida por todas aquelas forças comuns da natureza, ao mesmo tempo em que é alvo do fogo cruzado tripartido: seja pelo preconceito masculino, do ódio ilógico branco e da falta de poder negro.

–Maya Angelou, I Know Why the Caged Bird Sings.
No decorrer de Caged Bird, Maya, que tem sido definida como "uma personagem simbólica para toda garota negra que cresce na América", passou-se de uma vítima de um racismo com complexo de inferioridade para um indivíduo autoconsciente que responde ao racismo com dignidade e um forte senso de sua própria identidade. A crítica literária feminista Maria Lauret afirma que a "formação da identidade cultural feminina" é enfatizada na narrativa do livro, configurando Maya como "uma referência para as mulheres negras". A acadêmica Liliane Arensberg chama essa apresentação de "tema de identidade" de Angelou e um motivo importante na narrativa da escritora. A vida instável de Maya em Caged Bird sugere seu senso de si "como perpetuamente no processo de começar, morrer e renascer, em todas as suas ramificações". A especialista de literatura afro-americana, Dolly McPherson, também concorda, afirmando que Angelou usa, de forma criativa, a mitologia e a teologia cristã para apresentar as temáticas bíblicos de morte, regeneração e renascimento.
Como Lauret indica, Angelou e outras escritoras, no final dos anos 1960 e início dos anos 1970, usaram a autobiografia para reinventar o modelo de escrita sobre a vida e a identidade das mulheres em uma sociedade dominada por homens. Até esse momento, as mulheres negras não eram retratadas de forma realista na ficção e na autobiografia afro-americanas, o que significa que Angelou foi uma das primeiras autobiógrafas negras a apresentar, como Cudjoe colocou, "uma significação poderosa e autêntica da feminilidade [afro-americana] em sua busca de compreensão e amor, em vez de amargura e desespero". Lauret vê uma conexão entre as autobiografias de Angelou, que a intitula de "ficções de subjetividade" e "narrativas feministas em primeira pessoa", e de ficção em primeira pessoa (como The Women's Room, de Marilyn French e The Golden Notebook, de Doris Lessing) escritas durante o mesmo período. Como French e Lessing fizeram em seus romances, Angelou empregou a narradora como protagonista e depende "da ilusão da presença em seu modo de significação".
Como uma menina deslocada, a dor de Maya é agravada pela consciência de seu deslocamento. Ela é "a criança esquecida" e deve aceitar a "realidade inimaginável" de não ser amada e indesejada; ela vive em um mundo hostil que define a beleza em termos de brancura e que a rejeita simplesmente porque ela é uma garota negra. Maya internaliza a rejeição que experimentou – sua crença em sua própria feiura era “absoluta”. McPherson acredita que o conceito de família, ou o que ela chama de "questões de parentesco", nos livros de Angelou, deve ser entendido à luz do deslocamento das crianças no início de Caged Bird. Ser mandado para longe de seus pais foi uma rejeição psicológica e foi resultado de uma busca por amor, aceitação e autoestima para Maya e Bailey.
Angelou utiliza de seus diversos papéis, encarnações e identidades ao longo de seus livros para ilustrar como a opressão e a história pessoal estão inter-relacionadas. Por exemplo, em Caged Bird, Angelou demonstra o "hábito racista" de mudar o conceito dos afro-americanos, como mostrado quando seu empregador branco insiste em chamá-la de "Mary". Angelou preferiu intitular o empregador como o "horror infernal do que ser 'chamada por um nome de alguém'". A acadêmica Debra Walker King chama isso de insulto racista e um ataque contra a raça e a autoimagem de Maya. A alteração enfatiza os sentimentos de inadequação de Maya e denigre sua identidade, individualidade e singularidade. Maya entende que está sendo insultada e se rebela ao quebrar o prato favorito da Sra. Cullinan, mas se sente vingada quando, ao sair da casa de seu patrão, a Sra. Cullinan finalmente acerta seu nome. Outro episódio do livro que solidifica a identidade de Maya é sua viagem ao México com o pai, quando ela tem que dirigir um carro pela primeira vez. Ao contrário de sua experiência em Stamps, Maya está finalmente "no controle de seu destino". Essa experiência é fundamental para o crescimento de Maya, assim como o incidente que se segue imediatamente, seu curto período de sem-teto depois de discutir com a namorada de seu pai. Esses dois acontecimentos dão a Maya um conhecimento de autodeterminação e confirmam sua autoestima.
A acadêmica Mary Burgher acredita que autobiógrafas negras como Angelou desmascararam os estereótipos de mães afro-americanas como "criadoras e matriarcas" e as apresentaram como tendo "um papel criativo e pessoalmente gratificante". Lupton acredita que a construção do enredo e o desenvolvimento da personagem de Angelou foram influenciadas pelo mesmo motivo da mãe e do filho encontrados na obra da poetisa Jessie Redmon Fauset, em Renascimento do Harlem. Nos primeiros cinco anos de sua vida, Maya se considera órfã e encontra conforto ao pensar que sua mãe está morta. Os sentimentos e a relação de Maya com a própria mãe, a quem culpa pelo abandono, expressam-se na ambivalência e na "agressão violenta reprimida". Por exemplo, Maya e seu irmão destroem os primeiros presentes de Natal enviados por sua mãe. Esses fortes sentimentos não são resolvidos até o final do livro quando Maya se torna mãe; contudo, isto muda completamente com a chegada de sua mãe, pois esta foi a presença materna pela qual Maya tanto almejava. As duas principais influências maternas na vida de Maya também mudam; Vivian tornou-se uma figura mais presente, enquanto Momma foi menos eficaz à medida que Maya, ao se tornar mãe, passou da infância para a idade adulta.

### Racismo

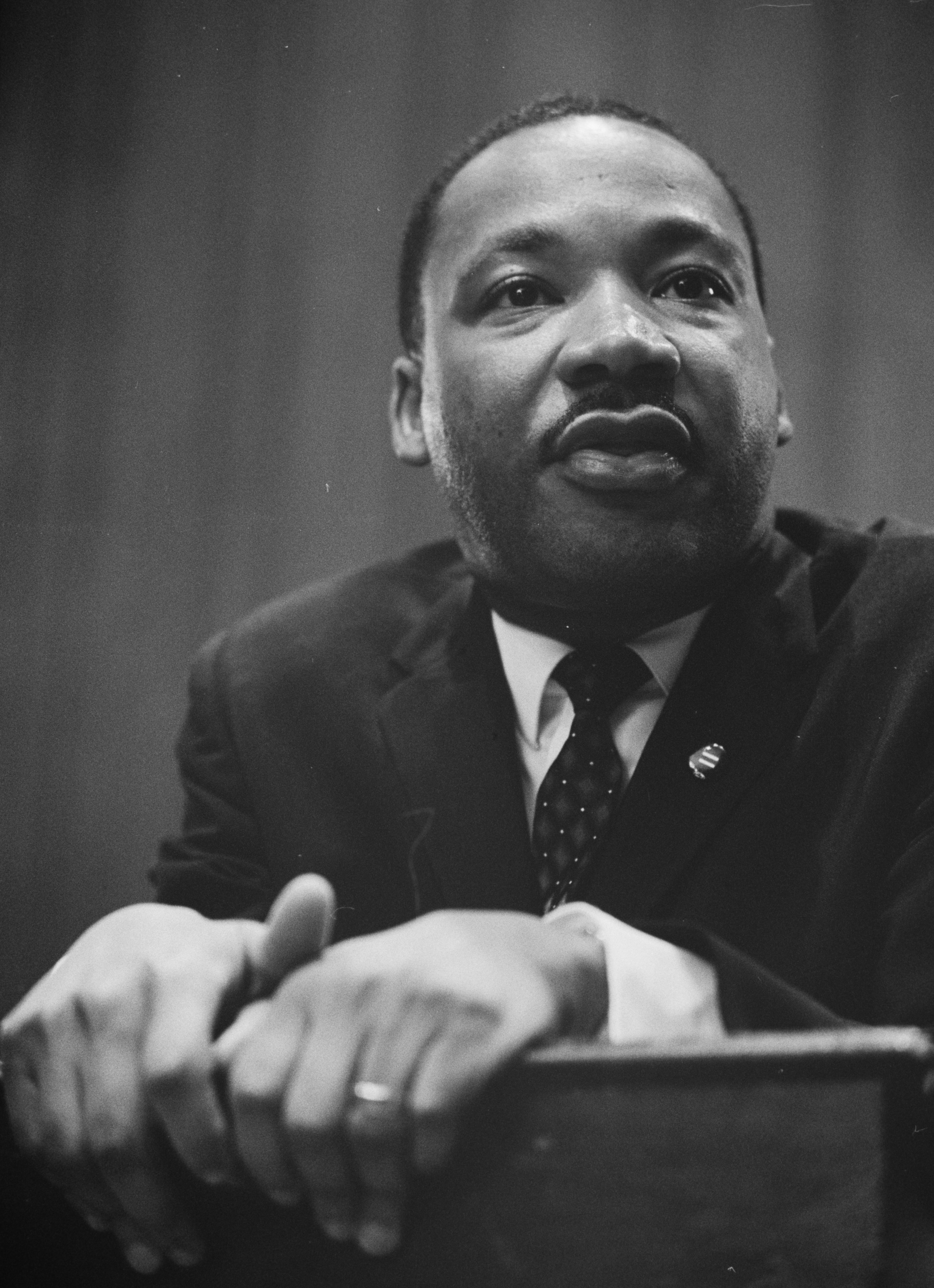
Por vários anos antes de escrever Caged Bird, Angelou trabalhou com o Dr. Martin Luther King Jr. na Conferência de Liderança Cristã do Sul durante a década de 1960 para combater o racismo

Stamps, Arkansas, como retratado em Caged Bird, tem pouca "ambiguidade social": é um mundo racista dividido entre negros e brancos, homens e mulheres. Als caracteriza a divisão como "bem e mal", e observa como o testemunho de Angelou do mal em sua sociedade, que foi dirigido às mulheres negras, moldou a vida jovem de Angelou e informou seus pontos de vista na idade adulta. Angelou usa a metáfora de um pássaro lutando para escapar de sua gaiola, descrita no poema de Paul Laurence Dunbar, como um símbolo relevante ao longo de sua série de autobiografias. Como elementos dentro de uma narrativa de prisão, o pássaro engaiolado representa o confinamento de Angelou resultante do racismo e da opressão. A metáfora do pássaro engaiolado também invoca a "suposta contradição do pássaro cantando no meio de sua luta". O acadêmico Ernece B. Kelley chama Caged Bird de "uma acusação gentil da feminilidade americana branca"; Hagen expande ainda mais, afirmando que o livro é "uma história desanimadora de domínio branco".
Caged Bird foi chamado de "talvez a autobiografia mais esteticamente satisfatória escrita nos anos imediatamente após a era dos Direitos Civis". O crítico Pierre A. Walker expressou um sentimento semelhante e o coloca na tradição da literatura afro-americana de protestos políticos. Angelou demonstra, através de seu envolvimento com a comunidade negra de Stamps, bem como sua apresentação de personagens racistas vívidos e realistas e "a vulgaridade das atitudes brancas do sul em relação aos afro-americanos", sua compreensão crescente das regras para sobreviver em um sociedade racista. As autobiografias de Angelou, começando com Caged Bird, contêm uma sequência de lições sobre como resistir à opressão. As obras posteriores que ela descreve o levou Angelou, como protagonista, em situações de "raiva e indignação impotentes para formas de resistência sutil e, finalmente, para protesto direto e ativo".

O canto do passaro engaiolado
com um trinado medroso
de coisas desconhecidas
porque ainda estava ansioso
sua melodia é ouvida
na colina distante
o pássaro engaiolado curtia
sua liberdade é cantante.

— A estrofe final do poema de Maya Angelou, intitulado Caged Bird.
Walker insiste que o tratamento de Angelou ao racismo é o que define o ponto temático central em suas autobiografias, e ressalta um de seus temas centrais: a injustiça do racismo e como combatê-lo. Por exemplo, na descrição de Angelou do incidente "powhitetrash", Maya reage com raiva, indignação, humilhação e desamparo, mas Momma ensina como eles podem manter sua dignidade e orgulho pessoal enquanto lidam com o racismo, e que é uma base eficaz por ativamente protestar e combater o racismo. Walker julga a atitude de Momma como uma "estratégia de resistência sutil" , e McPherson intitula como "o curso digno de resistência silenciosa".
Angelou retrata Momma como uma realista cuja paciência, coragem e silêncio garantiram a sobrevivência e o sucesso daqueles que vieram depois dela. Por exemplo, Maya responde de forma assertiva quando foi submetida a um tratamento humilhante pela Sra. Cullinan, seu empregador branco e, mais adiante no livro, quebra a barreira racial para se tornar a primeira operadora negra de carros de cabo de São Francisco. Além disso, a descrição de Angelou da comunidade negra forte e coesa em Stamps demonstra como os afro-americanos subvertem as instituições repressivas para resistir ao racismo. Arensberg insiste que Angelou demonstra ela como uma criança negra e evolui de seu "ódio racial, comum nas obras de muitos romancistas e autobiógrafos negros contemporâneos. A princípio, Maya deseja poder se tornar uma pessoa branca, já que crescer negra na América branca é perigoso; posteriormente, ela abandona sua auto-aversão e abraça uma forte identidade racial.

### Estupro
Deve ficar claro, no entanto, que este é um retrato de estupro dificilmente excitante ou "pornográfico". Levanta questões de confiança, verdade, mentira, amor, a naturalidade do desejo de uma criança, seja por contato físico, verbal e até mesmo consentido, além da confusão gerada pelas disparidades da dominação que necessariamente existem entre crianças e adultos.

– Opal Moore.
A descrição de Angelou de ter sido vítima de estupro aos oito anos de idade supera a autobiografia, embora seja apresentada brevemente no texto. A acadêmica Mary Vermillion compara o tratamento do estupro de Angelou ao de Harriet Jacobs em sua autobiografia Incidents in the Life of a Slave Girl. Jacobs e Angelou usam o estupro como uma metáfora para o sofrimento dos afro-americanos; Jacobs define a figura de linguagem para criticar a cultura escravista, enquanto Angelou a utiliza para primeiro internalizar, depois desafiar, as concepções racistas do século XX sobre o corpo feminino negro (ou seja, que a mulher negra não é fisicamente atraente). O estupro, segundo Vermillion, "representa as dificuldades da menina negra em controlar, compreender e respeitar tanto seu corpo quanto suas palavras".
Arensberg observa que o estupro de Maya está ligado a temática da morte em Caged Bird, já que Freeman ameaça matar o irmão de Maya, Bailey, se ela contar a alguém sobre o estupro. Depois que Maya mente durante o julgamento de Freeman, afirmando que o estupro foi a primeira vez que ele a tocou de forma inadequada, Freeman é assassinado (presumivelmente por um dos tios de Maya) e Maya enxerga suas palavras como a causa principal da morte. Diante desse acontecimento, ela resolve nunca falar com ninguém além de Bailey. Angelou conecta a violação de seu corpo e a desvalorização de suas palavras através da representação de seu silêncio auto-imposto de cinco anos. Como Angelou alegou posteriormente: "Eu pensei que se eu falasse, minha boca apenas emitiria algo que mataria pessoas, aleatoriamente, então era melhor não falar".
A acadêmica de literatura afro-americana, Selwyn R. Cudjoe, chama a representação do estupro de Angelou de "um fardo" de Caged Bird: uma demonstração da "maneira pela qual a mulher negra é violada desde seus primeiros anos de vida e (...) o 'insulto desnecessário' da juventude sulista em seu movimento para a adolescência". Vermillion vai mais além, sustentando que uma mulher negra que escreve sobre seu estupro corre o risco de reforçar estereótipos negativos sobre sua raça e gênero. Quando perguntada décadas depois como ela conseguiu sobreviver a tal trauma, Angelou explicou afirmando: "Não consigo me lembrar de uma época em que não fosse amada por alguém". Quando foi questionada pelo mesmo entrevistador os motivos pelo qual ela escreveu sobre sua experiência, ela indicou que queria demonstrar as complexidades do estupro. Ela também queria evitar que isso acontecesse com outra pessoa, isto é, para que outras vítimas que fossem estupradas pudessem entender, e não se culpar por isso.

### Literatura

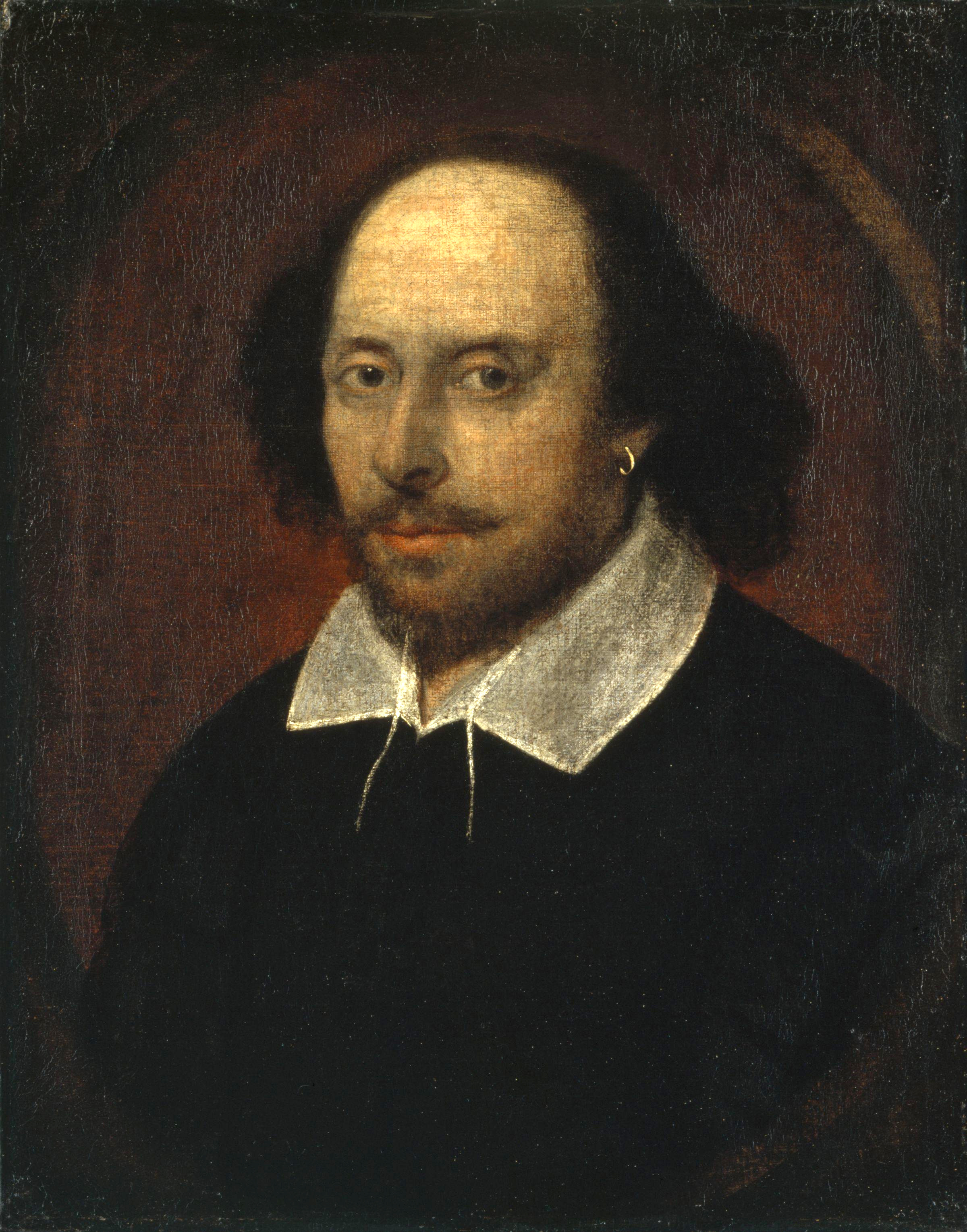
Angelou mencionou William Shakespeare como uma forte influência em sua vida e obras, especialmente sua identificação com o que ela via como pessoas marginalizadas, alegando que "Shakespeare era uma mulher negra".

Como Lupton aponta, todas as autobiografias de Angelou, especialmente Caged Bird e sua sequência imediata Gather Together in My Name, estão "muito preocupadas com o que [Angelou] sabia e como ela aprendeu". Lupton compara a educação informal de Angelou com a educação de outros escritores negros do século XX, que não obtiveram diplomas oficiais e dependiam da "instrução direta de formas culturais afro-americanas". A busca de Angelou por aprendizado e literatura é paralela ao "mito central da cultura negra na América": que a educação e liberdade estão conectadas. Angelou é influenciada por escritores apresentados a ela pela Sra. Flowers durante sua mudez autoimposta, ou seja, mencionando referências da literatura como Edgar Allan Poe e William Shakespeare. Angelou afirma, no início de Caged Bird, que ela, no papel da personagem Maya, "conheceu e se apaixonou por William Shakespeare". A crítica Mary Vermillion observa uma conexão entre o estupro de Maya em O Estupro de Lucrécia, poema de Shakespeare, que Maya memoriza e recita quando recupera sua fala. Vermillion sustenta que Maya encontra um conforto na identificação do poema com o sofrimento. Maya busca romances e seus personagens são mais completos e significativos, então ela os utiliza para dar sentido ao seu mundo desconcertante. Ela está tão envolvida em seu mundo de fantasia de livros que até usa como uma forma de lidar com seu estupro, escrevendo em Caged Bird, "(...) Eu tinha certeza de que, a qualquer minuto, minha mãe, Bailey ou até mesmo um personagem chamado O Besouro Verde, iriam arrebentar a porta e me salvar".
Segundo Walker, o poder das palavras é outra temática que aparece repetidamente em Caged Bird. Por exemplo, Maya escolhe não falar depois do estupro porque tem medo do poder destrutivo das palavras. Sra. Flowers, ao apresentá-la à literatura clássica e à poesia, ensina-a sobre o poder positivo da linguagem e capacita Maya a falar novamente. A importância da palavra falada e escrita também aparece repetidamente em Caged Bird e em todas as autobiografias de Angelou. Referindo-se à importância da literatura e os métodos de escrita eficaz, Angelou uma vez aconselhou Oprah Winfrey, isto é, numa entrevista de 1993 para "fazer como os africanos ocidentais fazem (...) ouça a conversa profunda", ou os "enunciados que existem por baixo do óbvio". McPherson afirma: "Se há um elemento estável na juventude de Angelou é [a] dependência de livros". A biblioteca pública é um "refúgio tranquilo" para o qual Maya se refugia quando passa por uma crise. Hagen descreve Angelou como uma "contadora de histórias natural", que "reflete uma boa ouvinte com uma rica herança oral". Hagen também acrescenta que os anos de mudez de Angelou lhe deram essa habilidade.
Angelou também foi fortemente afetada por narrativas escrava, espirituais, poesia e outras autobiografias. Angelou leu a Bíblia duas vezes quando criança e memorizou muitas passagens dela. A espiritualidade afro-americana, representada pela sua avó Momma, influenciou todos os modelos de escrita de Angelou, nas atividades da comunidade da igreja que ela experimentou pela primeira vez em Stamps, nos sermões e nas escrituras. Hagen continua dizendo que, além de ser influenciada pela rica forma literária, Angelou também foi influenciada pelas tradições orais. Em Caged Bird, a Sra. Flowers a encoraja a ouvir atentamente "Mother Wit", que Hagen define como a sabedoria coletiva da comunidade afro-americana expressa no folclore e no humor.
O humor de Angelou em Caged Bird e em todas as suas autobiografias é extraído do folclore negro e é usado para demonstrar que, apesar do racismo propagado pela opressão severa, os negros prosperam e são, como Hagen afirma, "uma comunidade de música, riso e coragem". Hagen afirma que Angelou é capaz de fazer uma acusação de racismo institucionalizado enquanto ri de suas falhas e das falhas de sua comunidade, e "equilibra histórias de resistência negra à opressão contra mitos e equívocos brancos". Hagen caracteriza Caged Bird como uma "autobiografia do gênero blues", porque usa elementos musicais de blues. Esses ingredientes incluem o ato de testemunho ao falar da vida e das lutas de alguém, o eufemismo irônico e o uso de metáforas, ritmos e entonações naturais. Além disso, Hagen também acrescenta elementos de sermão afro-americano em Caged Bird. O uso de tradições orais afro-americanas por Angelou cria um senso de comunidade em seus leitores e identifica aqueles que pertencem a ela.

## Repercussão e legado

### Recepção da crítica e vendas
I Know Why the Caged Bird Sings é a obra mais consagrada das autobiografias de Angelou. Os outros volumes de sua série de sete autobiografias foram julgados com base na comparação com Caged Bird. Tornou-se um best-seller imediatamente após ser lançado. O amigo e mentor de Angelou, James Baldwin, sustentou que seu livro "libera o leitor para a vida" e intitulou como "um estudo bíblico da vida no meio da morte". De acordo com os biógrafos de Angelou, "os leitores, especialmente as mulheres, e em particular as mulheres negras, levaram o livro a sério".

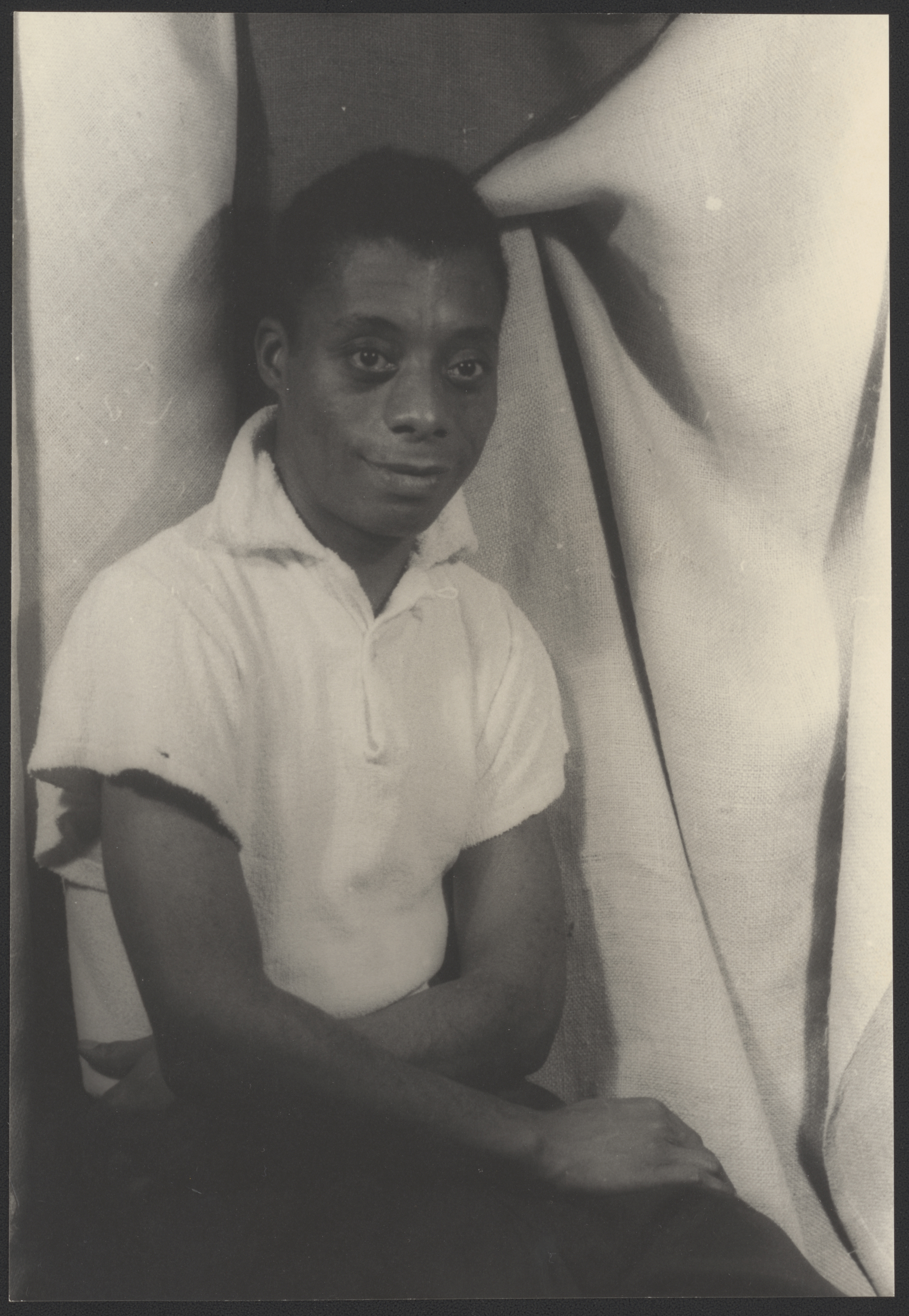
James Baldwin (1955), amigo e mentor de Angelou, definiu Caged Bird como "um estudo bíblico da vida no meio da morte".

No final de 1969, os críticos colocaram Angelou na tradição de outros autobiógrafos negros. O poeta James Bertolino afirmou que Caged Bird "é um dos livros essenciais produzidos pela nossa cultura". Ele acrescenta que "todos devemos lê-lo, especialmente nossos filhos". Foi indicado para o National Book Award em 1970, nunca saiu de circulação e foi lançado em vários idiomas. A obra tornou-se uma seleção do Book of the Month Club e do Ebony Book Club. Em 2011, a revista Time colocou o livro em sua lista dos 100 melhores e mais influentes livros escritos em inglês desde 1923.
O crítico Robert A. Gross chamou Caged Bird de um "tour de force (em francês: amostra da força) da literatura". Edmund Fuller alegou que o alcance intelectual e a arte de Angelou eram aparentes em como ela contou sua história. A obra catapultou Angelou para a fama internacional e consagração da crítica, foi um desenvolvimento significativo na literatura de mulheres negras na medida em que "anunciou o sucesso de outros escritores agora notáveis". Outros revisores elogiaram o uso da linguagem de Angelou no livro, incluindo o crítico EM Guiney, que relatou que Caged Bird foi "uma das melhores autobiografias desse tipo que eu li". O crítico RA Gross exaltou Angelou por seu uso de imagens ricas e deslumbrantes.
Em meados da década de 1980, Caged Bird havia passado por 20 impressões de capa dura e 32 impressões de brochura. Uma semana após Angelou recitar seu poema "On the Pulse of Morning" na posse do presidente Bill Clinton, em 1993, as vendas da versão em brochura de Caged Bird e seus outros trabalhos aumentaram de 300 a 600 por cento. Caged Bird vendeu de forma constante desde sua publicação, mas aumentou em 500%. O lançamento de 16 páginas de "On the Pulse of Morning" tornou-se um best-seller, e a gravação do poema foi premiada com um Grammy Award. A edição de Caged Birds na editora Bantam Books foi um best-seller por 36 semanas, e eles tiveram que reimprimir 400 000 cópias de seus livros para atender à demanda. Além disso, o lançamento na Random House, que publicou os livros de capa dura de Angelou e o poema no final daquele ano, informou que vendeu mais livros dela em janeiro de 1993 do que em todo o ano de 1992, marcando um aumento de 1 200%.
Por outro lado, a recepção do livro não foi universalmente positiva; por exemplo, a autora Francine Prose considera sua inclusão no currículo do ensino médio como parcialmente responsável pelo "emburrecimento" da sociedade americana. Prose chama o livro de "melodrama manipulativo" e considera o estilo de escrita de Angelou um exemplo inferior de prosa poética em memórias. Ela acusa Angelou de combinar uma dúzia de metáforas em um parágrafo e de "obscurecer ideias que poderiam ser expressas de forma muito mais simples e feliz". Muitos pais nos Estados Unidos tentaram banir o livro das escolas e bibliotecas por ser impróprio para estudantes mais jovens do ensino médio, por promover relação sexual antes do casamento, homossexualidade, coabitação e pornografia, e por não apoiar os valores da família. Os pais também se opuseram ao uso de palavrões no livro e à sua representação gráfica e violenta de estupro e racismo.

### Influência
Quando Caged Bird foi lançado em 1969, Angelou foi saudada como um novo tipo de memorialista, uma das primeiras mulheres afro-americanas que conseguiu discutir publicamente sua vida pessoal. Até então, as escritoras negras eram marginalizadas a ponto de não conseguirem se apresentar como personagens centrais. O escritor Julian Mayfield, que chamou Caged Bird de "uma obra de arte que escapa de qualquer legenda", alegou que as autobiografias de Angelou criaram um precedente para a autobiografia afro-americana como um todo. Als afirmou que Caged Bird marcou uma das primeiras vezes que um autobiógrafo negro poderia "escrever sobre sua própria negritude, sem desculpas ou defesa".  Através do modelo de escrita de sua autobiografia, Angelou tornou-se reconhecida como uma porta-voz respeitada por negros e mulheres. Nas palavras de Joanne Baxton, Caged Bird a consagrou nas obras autobiográficas: "sem dúvida, (...) A autobiógrafa negra mais notável da América". Embora considere Caged Bird como uma contribuição importante para o aumento das obras feministas negras na década de 1970, Als atribui seu sucesso inferior à originalidade do que a "sua predominante ressonância no conceito filosófico alemão Zeitgeist" da sua época, isto é, no final do movimento dos direitos civis dos negros nos Estados Unidos. Os modelos de escrita de Angelou estão mais interessados em autorevelação do que em política ou feminismo, libertaram muitas outras escritoras a "se abrirem sem sentir vergonha aos olhos do mundo".
As autobiografias de Angelou, especialmente o primeiro volume, têm sido usadas em abordagens narrativas e multiculturais para a formação de professores. Jocelyn A. Glazier, professora da Universidade George Washington, utilizou as obras Caged Bird e Gather Together in My Name com intuito de treinar professores para explorar adequadamente o racismo em suas salas de aula. O uso de eufemismo, autozombaria, humor e ironia de Angelou faz com que os leitores das autobiografias dela se perguntem o que ela "deixou de fora" e não tenham certeza de como responder aos acontecimentos narrados pela escritora. Essas técnicas forçam os leitores brancos a explorar seus sentimentos sobre raça humana e sua posição privilegiada na sociedade. Glazier descobriu que, embora os críticos tenham focado onde Angelou costuma se encaixar no gênero de autobiografia afro-americana e suas técnicas literárias, os leitores reagem à sua narrativa com "surpresa, particularmente quando [eles] entram no texto com certas expectativas sobre o gênero de autobiografia".
O educador Daniel Challener, em seu livro de 1997 intitulado Stories of Resilience in Childhood, analisou os acontecimentos em Caged Bird para ilustrar a resiliência em crianças. Challener afirma que o livro de Angelou fornece uma estrutura útil para explorar os obstáculos que muitas crianças como Maya enfrentam e como uma comunidade ajuda essas crianças a terem sucesso como Angelou fez. O psicólogo Chris Boyatzis utilizou a obra Caged Bird para complementar a teoria científica e a pesquisa na instrução de tópicos de desenvolvimento infantil, como o desenvolvimento do autoconceito e autoestima, resiliência do ego, indústria vs. inferioridade, efeitos do abuso, estilos parentais, relações de amizade com irmãos, questões de gênero, desenvolvimento cognitivo, puberdade e formação de identidade na adolescência. Ele definiu o livro como uma ferramenta altamente eficaz para fornecer exemplos da vida real desses conceitos psicológicos.

### Censura
Caged Bird é alvo de críticas pela sua abordagem considerada honesta do estupro, sua exploração negativa ao abordar o racismo na América, a forma como Angelou lidou com a própria gravidez na adolescência fora do casamento, e seu humor sarcástico ao alfinetar as fraquezas da igreja institucional.

– Opal Moore.
Caged Bird foi alvo de muitas críticas dos pais, fazendo com que fosse removido dos currículos escolares e das prateleiras da biblioteca. O livro foi aprovado para ser ensinado em escolas públicas, colocado em bibliotecas de escolas públicas nos Estados Unidos no início da década de 1980, e incluído em estágios avançados e currículos de alunos superdotados, mas as tentativas dos pais de censurá-lo começaram em 1983. A obra foi alvo de contestação em quinze estados norte-americanos. Os educadores responderam a esses desafios removendo-o de listas de leitura e bibliotecas, fornecendo alternativas aos alunos e exigindo permissão dos pais dos alunos. Alguns condenaram suas cenas sexualmente explícitas, uso de linguagem e representações religiosas irreverentes.
Caged Bird apareceu em terceiro lugar na lista da American Library Association (ALA) que definem os 100 livros mais desafiadores de 1990–2000, sexto na lista da ALA de 2000–2009, e um dos dez livros mais banidos de bibliotecas e salas de aula do ensino fundamental II e do ensino médio.
Em abril de 2025, a biblioteca da Academia Naval dos Estados Unidos removeu Caged Bird e mais 380 livros "depois que o gabinete do Secretário de Defesa Pete Hegseth ordenou que se livrassem daqueles [livros] que promoviam diversidade, equidade e inclusão"."

### Adaptação para cinema
Uma versão cinematográfica de I Know Why the Caged Bird Sings foi filmada no estado de Mississippi e foi ao ar em 28 de abril de 1979, na rede de televisão americana CBS. Angelou e Leonora Tuna escreveram o roteiro; o filme foi dirigido por Fielder Cook. Constance Good interpretou a jovem Maya. Também apareceram os atores Esther Rolle, Roger E. Mosley, Diahann Carroll, Ruby Dee e Madge Sinclair. Duas cenas do filme foram diferentes dos acontecimentos narrados no livro. Angelou adicionou uma cena entre Maya e tio Willie após a luta com Joe Louis; neste caso, ele expressa seus sentimentos de redenção e esperança depois que Louis derrota um oponente branco. Angelou também apresenta sua formatura da oitava série de maneira distinta no filme. No livro, Henry Reed faz o discurso de despedida e lidera o público negro no hino nacional negro. No filme, a própria Maya realiza essas atividades.